# Апама II
Апама (Арсиноя; др.-греч. Ἀπάμα; ок. 292 до н. э. — после 249 до н. э.) — царица Кирены, правившая в III веке до н. э.

## Биография
Апама — дочь селевкидского царя Антиоха I Сотера и Стратоники.
Около 275 года до н. э. Апама стала женой царя Кирены Магаса, своего троюродного брата. После 270 года до н. э. у них родилась единственная дочь — Береника. В 250 году до н. э. Береника была обручена с Птолемеем III Эвергета, наследником царя Египта Птолемея II Филадельфа.
После смерти мужа Апама II заняла враждебную позицию по отношению к соседнему Египту. Для того, чтобы защитить Кирену от посягательств Птолемеев, Апама пригласила из Македонии Деметрия Красивого, брата Антигона II Гоната. Тот стал мужем Береники, но через некоторое время был убит. После этого Береника вышла замуж за Птолемея III Эвергета.
О дальнейшей судьбе Апамы более нет сведений.
Юстин называл матерью Береники Арсиною, однако из Оксиринхских папирусов следует тождество Апамы и Арсинои.